# Соловьёв, Владимир Андреевич
Владимир Андреевич Соловьёв (7 февраля 1929—2001) — советский футболист, нападающий. Мастер спорта СССР (1955).

## Биография
Воспитанник команды Балтийского завода (1945—1947).
В 1948 году провёл один матч в чемпионате СССР в составе ленинградского «Зенита» — 18 сентября в домашней игре против ЦДКА (0:4). В следующем году провёл 14 матчей, забил один гол. В 1950 году был в составе команды, но не провёл ни одной игры.
В 1951—1953 годах за ленинградское «Динамо» сыграл 23 игры, забил два гола.
Следующие два сезона провёл в «Трудовых резервах» — 36 игр, 6 мячей. В 1956 году вернулся в «Зенит», сыграл 4 матча. 19 июня в домашнем матче против московского «Спартака» (0:6) получил тяжёлую травму, после чего фактически завершил карьеру игрока.
В 1968 году стал играющим тренером команды завода «Химмаш» Старая Русса. Внёс большой вклад в развитие футбола в городе.
Скончался в 2001 году. Похоронен в Старой Руссе.
С декабря 2003 в Старой Руссе проводится ежегодный ветеранский турнир по мини-футболу памяти Соловьёва.